# SV Девы
SV Девы (лат. SV Virginis) — одиночная переменная звезда в созвездии Девы на расстоянии (вычисленном из значения параллакса) приблизительно 5245 световых лет (около 1608 парсек) от Солнца. Фотографическая звёздная величина звезды — от менее +12,5m до +9,3m.
Открыта А. Массингером в 1911 году**.
Зарегистрировано излучение H2O-мазера.

## Характеристики
SV Девы — красный гигант, пульсирующая переменная звезда, мирида (M) спектрального класса M4e, или M4. Эффективная температура — около 3297 K.